# الغزو الإسرائيلي للبنان 2024
الغزو الإسرائيلي للبنان 2024 أو حرب لبنان الثالثة هو غزو بري شنَّته إسرائيل على جنوب لبنان في الأول من أكتوبر عام 2024، في تصعيدٍ للاشتباكات المستمرة بين إسرائيل وحزب الله التي تعد امتدادًا للحرب الفلسطينية الإسرائيلية. جاء الغزو عقب سلسلة من الهجمات العنيفة على حزب الله في شهر سبتمبر 2024، أدت إلى تدهور قدراته وقضت على قياداته، وقد بدأت الهجمات بعمليات انفجار أجهزة النداء في لبنان، عقب ذلك هجمات إسرائيلية ضد حزب الله في جميع أنحاء لبنان، واغتيال إسرائيل للأمين العام لحزب الله حسن نصر الله في غارة جوية في السابع والعشرين من سبتمبر.
أعلنت إسرائيل إغلاق بعض المناطق على حدودها الشمالية مع لبنان واعتبارها مناطق عسكرية في الثلاثين من سبتمبر. انسحب الجيش اللبناني في بداية الغزو من بعض المناطق على الخط الأزرق.
تهدف العمليات العسكرية إلى التخلص من قوات حزب الله وبنيته التحتية التي يمكن أن تُشكل تهديدًا للمدنيين في شمال إسرائيل وفقًا لإسرائيل. أوضح حزب الله أن الصراع يهدف إلى تشديد الضغط على إسرائيل من خلال اضطرارها إلى المحاربة على جبهتين مختلفتين.

## خلفية عن الأحداث
كانت حرب لبنان عام 2006 آخر مرة غزت فيها إسرائيل جنوب لبنان واشتبكت مع حزب الله، وقد دامت شهرًا كاملًا.
اشترك حزب الله في الحرب الفلسطينية الإسرائيلية بعد اندلاعها في أكتوبر 2023 بفترة وجيزة معلنًا تضامنه مع الشعب الفلسطيني، وتصاعدت الأحداث سريعًا إلى هجمات عسكرية متبادلة عبر الحدود ما أثر على لمناطق مثل المنطقة الشمالية في إسرائيل وجنوب لبنان وهضبة الجولان السورية الواقعة تحت الاحتلال الإسرائيلي. أوضح حزب الله أنه يهدف إلى تشديد الضغط على إسرائيل من خلال دفعها إلى القتال على جبهتين مختلفتين. أوضح حزب الله أيضًا أن الوقف الفوري لإطلاق النار مرهون بوقف إطلاق النار في غزة كذلك. أطلق حزب الله 1,900 هجوم عسكري عبر الحدود في الفترة ما بين 8 أكتوبر 2023 و20 سبتمبر 2024، وأطلقت إسرائيل 8,300 في المقابل.
أسفر القتال عن مقتل 564 شخصُا في لبنان (من بينهم 133 مدنيًا) و52 شخصًا في إسرائيل (من بينهم 27 مدنيًا)، ونزوح مجتمعات بأكلمها في إسرائيل ولبنان، وإلحاق أضرار جسيمة بالبنية التحتية المدنية.
طلبت إسرائيل من حزب الله الامتثال لقرار مجلس الأمن التابع للأمم المتحدة رقم 1701 وسحب قواته من شمال نهر الليطاني. أوضح حزب الله أن هجماته على إسرائيل ستظل مستمرة إلى حين إيقاف إسرائيل لعملياتها العكسرية في غزة. تنطبق على إسرائيل وحزب الله العديد من الالتزامات بموجب قرار مجلس الأمن رقم 1701. استطاع حزب الله تأسيس وجود عسكري قوي لنفسه في جنوب لبنان من خلال تخزين الصواريخ في مواقع مدنية وحفر الأنفاق إلى إسرائيل وإعاقة وصول قوة الأمم المتحدة المؤقتة في لبنان (اليونيفيل). استمرت إسرائيل في احتلال قرية الغجر ومنطقة أخرى مجاورة لها، وانتهكت مرارًا وتكرارًا المجال الجوي والمياه والحدود اللبنانية. دخلت إسرائيل المجال الجوي اللبناني أكثر من 22,000 مرة في الفترة ما بين عام 2007 وعام 2021. لم تؤتي الجهود الدبلوماسية بقيادة المبعوث الأمريكي عاموس هوكشتاين وفرنسا ثمارها حتى الآن في حل الصراع.

### التصعيدات في سبتمبر 2024
تصاعد الصراع في سبتمبر 2024. انفجرت الآلاف من أجهزة النداء المحمولة التابعة لحزب الله في السابع والثامن عشر من سبتمبر في سلسلة ممنهجة من الهجمات. أسفرت الهجمات عن مقتل 42 شخصًا وإصابة ما لا يقل عن 3,500 شخص بما فيهم مدنيين. أفصح قيادي مجهول الهوية أن 1,500 من مقاتلي حزب الله لا يستطيعون المشاركة في الحرب بسبب إصاباتهم حيث فقد الكثير منهم بصرهم أو أيديهم وفقًا لوكالة رويترز. أدلت مصادر إسرائيلية دون الكشف عن هويتها لوكالة رويترز ووسائل إعلام أخرى أن الانفجار كان في الواقع من تدبير المخابرات الإسرائيلية (الموساد) على الرغم من إنكار إسرائيل تورطها في الهجوم. أطلق حزب الله هجمات صاروخية على شمال إسرائيل بعد أيام قليلة ردًا على الهجوم الإسرائيلي الذي وصفته إسرائيل بالإعلان الرسمي المحتمل لحرب لبنان الثالثه.
ارتفعت مستويات التوتر في 20 سبتمبر عقب اغتيال إبراهيم عقيل في غارة إسرائيلية على بيروت إلى جانب قادة كبار آخرين من الحزب. بدأت في شن سلسلة من الغارات الجوية على لبنان بعد إصدار أوامر للسكان بإخلاء المنطقة ما أسفر عن مقتل 800 شخصًا وإصابة أكثر من 5,000 شخص في الأسبوع الأول.
قُتل حسن نصر الله، الأمين العام لحزب الله، والعديد من كبار قادة حزب الله، من ضمنهم علي كركي قائد الجبهة الجنوبية لحزب الله، في غارة جوية إسرائيلية جوية على بيروت. شنت إسرائيل الغارة أثناء اجتماع قادة حزب الله في مقرهم تحت الأرض تحت المباني السكنية في حارة حريك في حي الضاحية الجنوبية في بيروت.

### الغارات الإسرائيلية السابقة
كشفت قوات الدفاع الإسرائيلي في الأول من أكتوبر أن القوات الخاصة نفذت أكثر من سبعين غارة سرية صغيرة في جنوب لبنان منذ نوفمبر 2023 لكنها لم تشتبك مع قوات حزب الله خلال تلك الغارات. أفصحت قوات الدفاع الإسرائيلي عن اكتشافها لأنفاق حزب الله وأسلحته وخططه الخاصة بالغزو في قرى على مقربة من الحدود بما في ذلك عيتا الشعب وميس الجبل وكفر كلا. زعم المتحدث باسم جيش الدفاع الإسرائيلي دانيال هغاري أنهم اكتشفوا خطط حزب الله لشن هجمات مماثلة لهجوم حماس في السابع من أكتوبر الذي أدى إلى نشوب النزاع الحالي. ذكر هغاري أيضًا أن الأدلة على تلك العمليات من صور ومقاطع فيديو سوف تُعرض على المجتمع الدولي. لم يبدر عن حزب الله أي تعليق على تلك الإدعاءات. زعم هغاري أن الحزب المدعوم من إيران كان يخطط لهجوم مماثل لهجوم حماس على إسرائيل في السابع من أكتوبر.

## الهجوم

### الاستعداد
في الثلاثين من سبتمبر، أبلغت إسرائيل الولايات المتحدة أنها تنوي تنفيذ مناورة برية في لبنان بهدف تطهير البنية التحتية لحزب الله على طول الحدود، وفي ذلك المساء انسحبت القوات المسلحة اللبنانية وقوات الأمم المتحدة المؤقتة في لبنان من الحدود الإسرائيلية اللبنانية إلى الشمال لمسافة 5 كيلومترات (3.1 ميل) من الحدود وأعلن الجيش الإسرائيلي أن مستوطنات المطلة ومسكاف عام وكفار جلعادي منطقة عسكرية مغلقة.

### الغارات
في الأول من أكتوبر/تشرين الأول، أكد جيش الاحتلال الإسرائيلي وجود عملية برية في بيان على موقغ تيليجرام، موضحًا أنه يعتزم ضرب ما أسماه «البنية التحتية لحزب الله»، وبعد وقت قصير من إصدار هذا البيان، أكد المتحدث باسم الجيش دانيال هاغاري العملية أيضًا.  وقبل إصدار هذه البيانات، لم يصدر الجيش أي إعلانات عن العملية، ثم أصدر جيش الاحتلال الإسرائيلي تحذيرًا عاجلاً لسكان 25 قرية في جنوب لبنان للإخلاء إلى شمال نهر الأولي، وقال المتحدث باسم الجيش الإسرائيلي أفيخاي أدرعي إن معارك عنيفة تدور في جنوب لبنان مع حزب الله. وحذر السكان من التحرك بالمركبات من شمال نهر الليطاني إلى جنوب النهر. كما قال الجيش  الإسرائيلي إن القذائف أطلقت على أفيفيم والمطلة.

## ردود الفعل

### الدولية
- الأردن: أعلن مجلس الوزراء الأردني «وقوف الأردن بكل إمكاناته إلى جانب الأشقَّاء في لبنان»، معتبرا أن «التَّصعيد الإسرائيلي الخطير سيجرُّ المنطقة والعالم نحو صراع كارثي أوسع».[57]
- العراق: أفادت وكالة الأنباء الرسمية أن بغداد دعت إلى قمة عربية طارئة «لمناقشة الأوضاع في لبنان».[58]
- قطر: أجرى رئيس الوزراء الشيخ محمد بن عبد الرحمن آل ثاني مكالمات هاتفية مع قائد الجيش اللبناني ورئيس الوزراء معربًا عن «القلق العميق» إزاء الوضع،[59] فيما وأدانت وزيرة التعاون الدولي لولوة الخاطر الهجوم قائلة على موقع X «إن الحرب ستطال كل مدينة عربية وليس بيروت وغزة فحسب إذ لم يتحد العرب لوقف الاحتلال الإسرائيلي الذي انطلق مثل الوحش في المنطقة العربية».[60]
- تركيا: وأدانت الخارجية التركية «محاولة اجتياح غير مشروعة» للبنان، ودعت إسرائيل إلى سحب جنودها «في أسرع وقت ممكن» وأضافت أن «انتهاك إسرائيل لسيادة ووحدة الأراضي عبر هجوم بري يشكل محاولة اجتياح غير مشروعة» وأن «محاولة الاجتياح الخطيرة لا تستهدف أمن واستقرار دول المنطقة فحسب إنما خارجها أيضا».[61]
- كندا: بدأت حكومة كندا في إجلاء رعاياها من لبنان من خلال حجز 800 مقعد للركاب على الرحلات التجارية المتاحة، وقال وزير الخارجية الكندي إن "الوضع الأمني في لبنان أصبح خطيرًا ومتقلبًا بشكل متزايد".[62]
- الصين: صرح المتحدث باسم وزارة الخارجية الصينية أن «الصين تعارض انتهاك سيادة لبنان وأمنه وسلامة أراضيه».[63]
- الدنمارك: صرحت رئيسة الوزراء مته فريدريكسن بأنها تؤيد التدخل الدولي لدعم حل الدولتين وإنهاء الصراع.[64]
- فرنسا: أرسلت البحرية الفرنسية سفينة حربية تابعة للبحرية قبالة سواحل لبنان «للمساعدة في إجلاء رعاياها من لبنان».[65]
- إيطاليا: أعلن وزير الخارجية أنتونيو تاجاني أن إيطاليا ستكون مستعدة لإرسال قوات إلى الأمم المتحدة لإقامة الدولة الفلسطينية بسبب عدم الاستقرار الناجم عن الغزو.[66]
- حلف شمال الأطلسي: أعرب الأمين العام مارك روته عن أمله في "أن تنتهي الأعمال العدائية في أقرب وقت ممكن".[3]
- روسيا: صرح المتحدث باسم الكرملين ديمتري بيسكوف بأن موسكو تشعر بالقلق إزاء التصعيد الأخير في لبنان، وأدانت وزارة الخارجية الروسية غزو إسرائيل ودعت إسرائيل إلى "وقف الأعمال العدائية على الفور وسحب قواتها من الأراضي اللبنانية والانخراط في بحث حقيقي عن سبل سلمية لحل الصراع في الشرق الأوسط".[67]
- الولايات المتحدة: خلال مؤتمر صحفي عقد في 30 سبتمبر، رد الرئيس جو بايدن على سؤال أحد المراسلين بشأن تصرفات إسرائيل في لبنان قائلاً إنه على علم بخطط إسرائيل، لكنه «مرتاح لتوقفها» مضيفًا "يجب أن يكون لدينا وقف لإطلاق النار الآن".[68] وفي الأول من أكتوبر، أخبر وزير الدفاع لويد أوستن وزير الدفاع الإسرائيلي يوآف غالانت أن الولايات المتحدة تدعم الهجوم البري الإسرائيلي.[69]
- المملكة المتحدة: صرح وزير الخارجية ديفيد لامي أن المملكة المتحدة استأجرت رحلة تجارية لمواطنيها الراغبين في مغادرة لبنان وأن الرحلة ستغادر في الثاني من أكتوبر من مطار رفيق الحريري الدولي في بيروت، مضيفًا أن "سلامة المواطنين البريطانيين في لبنان هي أولويتنا المطلقة".[70]